# لوتر کریگ
لوتر کریگ (آلمانی: Lothar Krieg؛ زادهٔ ۱۰ دسامبر ۱۹۵۵) دونده سرعت اهل آلمان بود.